# Informatie Dienst Inzake Lectuur
De Informatie Dienst Inzake Lectuur, ofwel IDIL, was een Nederlandse instantie die op 1 augustus 1937 door de Katholieke Kerk werd opgericht en tot 1970 bestond om vanuit een katholiek standpunt de lezer te adviseren over literatuur. De organisatie was gevestigd te Tilburg en vanaf 1968 onderdeel van het Katholiek Bibliotheek en Lectuur Centrum (KBLC) te Utrecht.

## Ontstaan en uitvoering
IDIL werd opgericht op gezag van prominente katholieken zoals Gerard Brom en Titus Brandsma. Het was een initiatief van katholieke bibliotheken, uitgeverijen en boekhandelaren die graag een overzicht wilden hebben van boeken die als moreel juist konden worden aangemerkt. Ze waren van mening dat katholieken meer zouden moeten lezen, maar waren onzeker over de vraag welke boeken voldeden aan de katholieke boekenwet uit het kerkelijk wetboek. Gerard Verbiest (1894-1979) werd aangesteld als hoofd van de IDIL en hij bedacht - naar het voorbeeld van de Vlaamse tegenhanger Algemeen Secretariaat voor Katholieke Boekerijen (ASKB) - een kwalificatiesysteem om boeken te waarderen. Jaarlijks werden zo'n 2000 gesigneerde recensies van boeken verzorgd, die alle een cijfer tussen de I en de V kregen:
| I    | Verboden lectuur                  |
| II   | Streng voorbehouden lectuur       |
| III  | Voorbehouden lectuur              |
| IV   | Lectuur voor volwassenen alleen   |
| IV-V | Lectuur ook voor de rijpere jeugd |
| V    | Lectuur voor allen                |

Tot 1947 werden de recensies verspreid op boekzaal-papiertjes in de bibliotheek. Daarna ging de IDIL over op zogenaamde IDIL-tijdingen die eens in de veertien dagen werd verspreid in bibliotheken, boekwinkels en uitgeverijen. Voor de jeugdlectuur was er de IDIL-gids. Vanaf 1947 leverde de IDIL recensies voor de rubriek Boekennieuws van de KRO-radio.
Na de Tweede Wereldoorlog ontstond er vanuit de eigen katholieke kring verzet tegen de IDIL. Zo betichtte literatuurcriticus Anton van Duinkerken, verbonden aan het dagblad De Tijd, de organisatie van censuur; daarbij kreeg hij bijval van katholieke dagbladen als de Volkskrant. Als tegenactie slaagde Verbiest erin om schriftelijke steun te krijgen van Paus Pius XII: "(...) Het is mij een vreugde u bij deze de verzekering te geven van de voldoening van Zijne Heiligheid en u Zijn beste wensen over te brengen voor de voortzetting van uw werk."
Ook vanuit niet-katholieke hoek werd de IDIL mikpunt van kritiek, onder meer van de schrijver W.F. Hermans. Na diverse pogingen om te hervormen - IDIL paste bijvoorbeeld de recensie-instructies tot tweemaal toe aan - werd het werk van de organisatie in 1970 stopgezet.
Het boek Lectuurkompas 1937-1962 geeft een verwijzing naar 25 000 recensies.